# Pustoškinskij rajon
Il Pustoškinskij rajon (in russo Пустошкинский район?) è un rajon dell'Oblast' di Pskov, nella Russia europea. Istituito nel 1927, il cui capoluogo è Pustoška.